# Demo, 2004
Demo 2004 – pierwsze oficjalne demo zespołu Miguel and the Living Dead wydane w 2004 roku, zarejestrowane w domowym studio.

## Skład
- Paweł Slavik Prabudzki - śpiew
- Piotr Nerve 69 Nowakowski - gitara, gitara basowa, automat perkusyjny, oprogramowanie komputerowe

## Lista utworów
1. "Miguel and the Living Dead"
2. "Aliens Wear Sunglasses"
3. "Night of Terror"
4. "Salem's Lot"
5. "Train of the Dead"